# Емил Ценов
Емил Ценов е български футболист, халф на ЦСКА 1948.

## Професионална кариера

### Юношески години
Юноша е на ЦСКА. Играе като полузащитник (дефанзивен халф), капитан на набор '02.

### Първи отбор
През сезон 2019/20 тренира с първия състав. През октомври 2020 г. след класирането на ЦСКА за груповата фаза на Лига Европа името му попада в разширения състав на отбора. На 5 януари 2021 е даден под наем на Литекс Ловеч.

## Национален отбор
Национал e на България до 16 и 17 години.